# Lindsey (Ohio)
Lindsey es una villa ubicada en el condado de Sandusky en el estado estadounidense de Ohio. En el Censo de 2010 tenía una población de 446 habitantes y una densidad poblacional de 110,24 personas por km².

## Geografía
Lindsey se encuentra ubicada en las coordenadas 41°25′18″N 83°13′16″O / 41.42167, -83.22111. Según la Oficina del Censo de los Estados Unidos, Lindsey tiene una superficie total de 4.05 km², de la cual 4.05 km² corresponden a tierra firme y (0%) 0 km² es agua.

## Demografía
Según el censo de 2010, había 446 personas residiendo en Lindsey. La densidad de población era de 110,24 hab./km². De los 446 habitantes, Lindsey estaba compuesto por el 94.17% blancos, el 0.45% eran afroamericanos, el 0% eran amerindios, el 0.45% eran asiáticos, el 0% eran isleños del Pacífico, el 2.02% eran de otras razas y el 2.91% pertenecían a dos o más razas. Del total de la población el 11.43% eran hispanos o latinos de cualquier raza.